# 월터 힐
월터 힐(Walter Hill, 1940년 1월 10일~)은 미국의 영화 감독이자 각본가이자 영화 제작자이다.

## 생애
그는 캘리포니아주 롱비치 (캘리포니아주)에서 태어났다. 캘리포니아 남부에서 자라난 힐은 어릴 때 천식 증세가 있었으며 그 결과 여러 해에 걸쳐 학교에 출석하지 못하였다. 힐은 멕시코 시 칼리지를 그만둔 뒤 미시간 주립 대학교에서 역사학을 전공하였다.
그는 1986년 9월 7일에 뉴욕시 인터내셔널 크리에이티브 매니지먼트의 힐디 고틀리브(Hildy Gottlieb)와 결혼하였다. 조나(Joanna)와 미란다(Miranda), 이렇게 두 딸이 있다.

## 인터뷰
- FilmStew.com
- Suicide Girls
- MovieMaker
- The Hollywood Interview